# Pedro Fernández de Frías
Pedro Fernández de Frías o, en latín, Petrus Fernandi de Frigidis (Frías, Provincia de Burgos, ? - Florencia, 19 de septiembre de 1420) fue un eclesiástico y hombre de estado castellano, obispo de Osma, cardenal y valido de Enrique III. 

## Biografía
De baja extracción social, pero de vivo ingenio, fue canónigo de Burgos, [Arcedianato de Treviño]] y consejero del rey Juan I. A la muerte del obispo de Osma Juan de Villareal, en 1379 el cabildo le eligió como su sucesor, con el beneplácito del primado de Toledo Pedro Tenorio. Algunos hechos destacados de su episcopado fueron el acompañamiento, junto con Pedro López de Ayala y fray Alonso de Illescas, de la princesa Catalina de Lancáster para su matrimonio con Enrique III, la obtención para la diócesis de la ciudad de Osma de parte del rey, la asistencia a las cortes celebradas en su tiempo, o la prisión de que fue objeto en Zamora por alinearse con el bando de los que protestaban las paces hechas con Portugal.
En el contexto del Cisma de Occidente en el que los papas de Aviñón disputaron el pontificado a los de Roma, Clemente VII le creó cardenal en el consistorio celebrado el 23 de enero de 1394, aunque no recibiría el título de Santa Práxedes hasta diez años después. Tras la muerte de este se mantuvo bajo la obediencia de su sucesor Benedicto XIII hasta que en 1400 solicitó al rey que siguiese el partido de Bonifacio IX. 
De esta fecha data la fundación y generosa dotación del monasterio de monjes jerónimos de Espeja de San Marcelino, que tras disfrutar su apogeo en los siglo XVI y XVII bajo el patronazgo de la casa de Avellaneda, fue abandonado en la época de la desamortización del siglo XIX y derribado definitivamente tras el final de la guerra civil del XX.
En 1405, una disputa mantenida en Burgos con el obispo de Segovia Juan de Tordesillas terminó con el apaleamiento de este a manos de los sirvientes de aquel, y aunque Fernández pareció ser ajeno al hecho, sus enemistades en la corte llevaron a sus émulos a aprovechar el episodio para provocar su caída: el justicia mayor Diego López de Zúñiga, el camarero Juan de Velasco, el condestable Rui López Dávalos y el adelantado Gómez Manrique apelaron al rey Enrique, consiguiendo que el cardenal fuera inicialmente recluido en el monasterio de San Francisco y posteriormente obligado a marchar a Roma para resolver la disputa ante el papa, al mismo tiempo que le eran confiscados más de 100.000 florines de sus finanzas personales.
Tres años después, abandonando el partido de Benedicto XIII, participó en el concilio de Pisa en que fue elegido papa Alejandro V, quien le nombró su legado en Roma, y en el cónclave de 1410 en que lo fue Juan XXIII, que le nombró cardenal obispo de Sabina y arcipreste de la Basílica Liberiana; también se halló presente en el Concilio de Constanza de 1417 en que resultó elegido Martín V, bajo cuya autoridad ofició como legado en Venecia, recibiendo in commendam la sede de Santa Cecilia en junio de 1419.
Fallecido en Florencia en 1420, fue trasladado a Burgos y sepultado en su catedral, aunque su sepulcro desapareció en una remodelación posterior del edificio.